# Never Say Die: Live
Never Say Die: Live è un album dal vivo di Waylon Jennings, pubblicato nell'ottobre del 2000. Si tratta della registrazione di uno degli ultimi concerti tenuti dal musicista prima della sua morte, registrato il 5 e 6 gennaio del 2000 al "Ryman Auditorium" di Nashville.

## Tracce
1. Closing In on the Fire – 5:17 (Tony Joe White)
2. Waymore's Blues – 3:38 (Waylon Jennings, Curtis Buck)
3. Never Say Die – 5:06 (Waylon Jennings)
4. Medley: – 6:40 (Dennis Lecorriere, Bob McDill, Shel Silverstein)
5. Drift Away – 3:54 (Mentor Williams)
6. Nothing Catches Jesus by Surprise – 4:26 (Waylon Jennings, Tom Douglas)
7. Good Hearted Woman – 3:36 (Waylon Jennings, Willie Nelson)
8. I'm Not Lisa – 3:12 (Jessi Colter)
9. Storms Never Last – 3:39 (Jessi Colter)
10. Never Been to Spain – 5:28 (Hoyt Axton)
11. I'm a Ramblin' Man. – 2:52 (Ray Pennington)
12. Goin' Down Rockin' – 5:31 (Leann White, Tony Joe White)
13. I've Always Been Crazy – 4:19 (Waylon Jennings)
14. Can't You See – 5:19 (Toy Caldwell)

Durata totale: 62:57

## Musicisti
- Waylon Jennings - voce, chitarra elettrica
- Jessi Colter - voce, pianoforte
- Rance Wasson - chitarra acustica, accompagnamento vocale
- Reggie Young - chitarra
- Robby Turner - pedal steel guitar, chitarra acustica, mandolino, accompagnamento vocale
- Jenny Lynn - fiddle, violoncello
- Jim Horn - flauto, sassofono tenore, sassofono alto
- Steve Herman - tromba
- Charles Rose - trombone
- Barny Robertson - tastiere, accompagnamento vocale
- Jerry Bridges - basso
- Richie Albright - batteria
- John Anderson - accompagnamento vocale
- Montgomery Gentry - accompagnamento vocale
- Travis Tritt - accompagnamento vocale
- Carter Robertson - accompagnamento vocale